# ロージー・ルイーズ
ロージー・ルイーズ（Rosie Ruiz Vivas、1953年6月21日 - 2019年7月8日）は、アメリカ合衆国の元陸上競技選手である。彼女は1980年に開催されたボストンマラソン女子の部で1位でゴールインしたが、後に不正行為があったとして優勝を取り消された。

## 前半生
1953年にハバナで生まれ、1962年に家族とともにマイアミに移住した。若いころには、女優を志望していたという。1970年代初めにニューヨークに引っ越して、金属取引のトレーダーとして働いた。1979年10月21日には、初マラソンとしてニューヨークシティマラソンに出場し、女子選手の部で11位となる2時間56分29秒の記録を出して、翌年のボストンマラソンへの参加資格を得ている。

## ボストンマラソン
1980年4月21日、ルイーズは2時間31分56秒の記録でボストンマラソン女子の部のゴールテープを切った。この記録は、前年にジョーン・ベノイトが出していたボストンマラソン女子記録（2時間35分15秒）を大きく上回るもので、しかも当時の女子マラソン史上で歴代3位に入るものであった。
しかし、ルイーズの「優勝」には当初から疑惑がつきまとっていた。同じボストンマラソンで1978年から3年連続男子の部で優勝し、通算では4回の優勝を果たしているビル・ロジャーズ（en:Bill Rodgers (athlete)）は、ルイーズの姿をレース中にどの場面でも見かけた記憶がないと述べた。他の証言者も、ゴール時の彼女の様子について、マラソンレースの長い距離を走り抜いたにしては息切れもせず汗まみれになってもいなかったし、このような世界レベルの記録を出すマラソン競技者としては大腿部の筋肉に締まりがなさ過ぎると指摘した。ルイーズは後に心拍数の検査を受けた。その結果、安静時の心拍数は76で、殆どの女子マラソン選手が示す安静時心拍数50台からそれ以下の数値とは大きく隔たっていた。
それに、18ヶ月前にマラソンを始めたばかりのルイーズが、初マラソンだったニューヨークシティマラソンからわずか半年の期間で、25分近い記録の短縮を見せたのも異例のことだった。厳しいレースの後だったのに、ルイーズには疲れた様子が見えなかった。記者の質問に対しては、「今朝起きるのに、一杯気力を使ったわ」と答えた。
何より重大なことに、レースを走るルイーズを見かけた覚えのある人間はいなかった。ルイーズの失格後に真の優勝者として認められたカナダのジャクリーヌ・ガローは、自分がずっと女子選手の1位で走っていると考えていた。マラソンコースの全チェックポイントにいた監視員たちも、ルイーズが女子1位の選手として通過したのを記憶しておらず、その上、レース中のルイーズの姿は、写真やビデオ映像にも、コース最後の半マイル 部分を除いて一切記録されていなかった。
ルイーズにとって決定的な証拠になったのは、ゴールまで残り800mの地点で沿道にいた大観衆の中から彼女が飛び出して走り出したのを目撃したという、ハーバード大学の学生2名の証言だった。その後間もなく、ルイーズが最初に参加したニューヨークシティマラソンにおいても、地下鉄に乗っているルイーズ本人と乗り合わせた女性写真家スーザン・モロー（Susan Morrow）の証言が得られた。モローはニューヨークシティマラソンの終了後にルイーズとの接触ができなくなっていたが、ボストンマラソンにかかわる疑惑と優勝剥奪のニュースを知って証言を決意したのだった。モローによると、負傷してリタイアした参加者だと名乗るルイーズと地下鉄の車内で出会った後に、2人で一緒にマラソンのゴール地点付近まで歩いたとのことだった。ルイーズは救護所まで送られた後、レースの運営ボランティアが彼女を完走者と誤認したためにボストンマラソンへの参加資格を得てしまったのだった。ニューヨークシティマラソンの実行委員会はこの事態について独自に調査を始めたが、ルイーズがゴール地点近くに辿りついた証拠は発見できなかった。このことや他の証拠に基づいて、ニューヨークシティマラソンの創設者で当時も実行委員長を務めていたフレッド・ルボーは、ルイーズが1979年のレースで完走しなかったものとして失格を宣言した。
同じ週に、ボストンの陸上競技協会もルイーズを失格扱いにした。その結果、ジャクリーヌ・ガローが当時のボストンマラソンで女子の部最高記録となる2時間34分28秒で優勝者と認められ、アメリカのパティ・カタラーノ（en:Patti Catalano） が2時間35分8秒の当時のアメリカ女子マラソン選手の最高記録で2位に繰り上がることになった。
真の優勝者となったガローの表彰式は、ボストンマラソンが終了した後、1週間以上経ってから行われた。ガローは20ヤード の距離をジョギングした後、ゴールテープを切った。ガローに授与された優勝メダルは、ルイーズに与えられたメダルよりも一回り大きく、男子選手に授与されるメダルと同じサイズであった。なお、ガローは2005年に実施されたボストンマラソンにおいてレースの名誉勝者にあたる「グランド・マーシャル」に選ばれ、記念式典でゴールテープを切ることを許可されている。

## その後
この不祥事の結果、ボストンマラソンや他のマラソン大会は不正行為の防止策をいくつか制定して現在に至っている。この防止策の中には、ビデオ映像による大規模な監視や、RFIDを導入してランナーがさまざまなチェックポイントを通過するのを電子的に確認するシステムが含まれている。
1982年に、ルイーズは勤務先の不動産会社から横領した容疑で逮捕され、収監1週間および保護観察処分5年間を宣告された。1983年にはフロリダ州南部に戻ったが、今度は覆面捜査員にコカインを売りつけようとした容疑で逮捕され、3週間収監された。
2019年7月8日、癌のためフロリダ州レイクワースビーチで死去した。ボストンマラソンの優勝メダルは没するまで返還を拒み続けた。